# Alexandre Cingria
Alexandre Cingria (ur. 22 marca 1879 w Genewie, zm. 8 listopada 1945 w Lozannie) – szwajcarski pisarz, publicysta, redaktor, malarz i dekorator, autor witraży i mozaik, jeden z najwybitniejszych przedstawicieli szwajcarskiej sztuki sakralnej XX wieku. Był katolikiem.

## Życiorys
Był synem Alberta Cingrii przybyłego z Dubrownika w Dalmacji (lecz z pochodzenia Turka), od 1871 roku naturalizowanego w Szwajcarii, współwłaściciela dobrze już wówczas prosperującej firmy zegarmistrzowskiej Patek Philippe & Co. oraz Karoliny Stryjeńskiej, utalentowanej malarki. Jego bratem był pisarz i publicysta Charles-Albert Cingria. Alexandre Cingria był żonaty z Berthe Wanner.
Odziedziczywszy po matce talent i zamiłowania artystyczne studiował w Genewie literaturę i sztuki piękne. Podczas studiów wiele podróżował: odwiedził Włochy, Paryż, Niemcy oraz Konstantynopol, gdzie żyła rodzina jego ojca. W latach 1904–1909 mieszkał we Florencji, po czym powrócił do Genewy. Pierwszą wystawę indywidualną swych dzieł z zakresu sztuk plastycznych miał w tym mieście w 1902 roku. W 1903 roku zdobył pierwszą nagrodę w konkursie na projekty witraży do kościoła św. Franciszka w Lozannie, zorganizowanym przez miasto. Projekty te, wychodzące poza dotychczas utarte schematy, wzbudziły niesłychanie żywą polemikę i ostatecznie nie zostały zrealizowane.
W 1904 roku wraz z Ch. F. Ramuzem opublikował esej o szwajcarskiej literaturze francuskojęzycznej pt. Les Pénates d’argile. W tym samym roku wraz ze swym bratem Ch-A. Cingrią, Ramuzem i A. Bovy założył czasopismo artystyczne "La Voile latine" (istniało do 1910 roku). Zafascynowany ideami Ch. Maurras’a został redaktorem naczelnym efemerycznego periodyku pt. „Idées de demain” (1911–1914). Od 1913 roku sporo czasu spędzał we włoskojęzycznym kantonie Ticino. W 1914 roku był współzałożycielem kolejnego periodyku, „Cahiers vaudois”, na łamach którego w 1917 roku opublikował znaczący artykuł pt. La Décadence de l’art sacré.
Po przedwczesnej śmierci żony (w 1916 roku) poświęcił się całkowicie sztuce. Obdarzony przydomkiem „latającego malarza” (fr. peintre ambulant) pracował usilnie nad odrodzeniem sztuki sakralnej w Szwajcarii, czego wyrazem było m.in. założenie w 1919 roku w Genewie grupy artystycznej pod patronatem św. Łukasza i św. Maurycego (fr. Le groupe de Saint-Luc et Saint-Maurice).
Dzieła Cingrii z zakresu sztuki sakralnej można obejrzeć w Genewie: m.in. dwa witraże z 1924 roku w kształcie rozet w kościele Św. Krzyża (fr. Eglise Ste. Croix) w Carouge („Odnalezienie prawdziwego krzyża” oraz „Zwycięstwo Konstantyna”) oraz witraże w auli uniwersytetu genewskiego z lat 1939–1940. Spotkamy się z nimi także w kantonach Valais i Fryburg (m.in. cykl 8 witraży z lat 1928–1929 w kościele św. Maurycego w Laques, tryptyk „Notre-Dame de la Miséricorde” w Finhaut z lat 1929–1930 oraz witraże z lat 1938–1939 zdobiące kolegiatę Notre-Dame de l’Assomption w Romont). Dziełem Cingrii jest również kilka witraży w kościele św. Franciszka w Lozannie, witraż przedstawiający biblijnego Noego w lozańskiej katedrze oraz malowidła i wystrój wnętrza poświęconego w 1930 roku kościoła św. Marcina w niedalekim Paudex.
Wraz ze swoim zięciem Emilio Berettą Cingria wykonał witraże do odrestaurowanej w 1944 roku kaplicy Notre-Dame des Marches w pobliżu Broc w Gruyères. Po śmierci autora zrealizowano (w 1949 roku) projekty jego trzech mozaik, zdobiących budynek zabytkowego Arsenału w Genewie.
W 1936 roku wraz z J. Baeriswylem założył grupę teatralną nazwaną „Les Compagnons de Romandie”. Był autorem dekoracji i kostiumów do szeregu spektakli, w tym również do przedstawień René Moraxa w „Théâtre du Jorat”. Pisał również o architekturze i urbanistyce szwajcarskiej oraz o sztuce kantonu Ticino.
Polskim akcentem w działalności A. Cingrii jest napisana przez niego przedmowa do wydanej w czasie II wojny światowej książki Stanisława Liberka pt. Les Polonais au Pays de Vaud (wyd. Société Polonaise, Lausanne 1943).